# István Szondy
István Szondy   (Berettyóújfalu, 29 de desembre de 1925 - Budapest, 31 de maig de 2017) és un pentatleta i genet hongarès que va competir durant les dècades de 1940 i 1950.
Durant la seva carrera esportiva va prendre part en tres edicions dels Jocs Olímpics d'Estiu, el 1948, 1952 i 1956. El 1948, als Jocs de Londres, fou divuitè en la prova individual del pentatló modern. Quatre anys més tard, als Jocs de Hèlsinki, disputà dues proves del programa de pentatló modern. Junt a Aladár Kovácsi i Gábor Benedek guanyà la medalla d'or en la competició per equips, mentre en la competició individual guanyà la medalla de bronze. El 1956 va disputar el seus tercers i darrers Jocs, en aquesta ocasió però, en dues proves del programa d'hípica. En ambdues abandonà.
En el seu palmarès també destaquen dues medalles d'or, una de plata i una de bronze al Campionat del món de pentatló modern i cinc campionats nacionals de pentatló modern i un d'esgrima. Després del fracàs de la revolució de 1956 va abandonar el país i es va establir a la República Federal Alemanya on va exercir d'entrenador i professor d'educació física.